# هارولد غيليز
هارولد غيليز (بالإنجليزية: Harold Gillies)‏ هو جراح تجميل ‏ وطبيب وجراح نيوزيلندي، ولد في 17 يونيو 1882 في دنيدن في نيوزيلندا، وتوفي في 10 سبتمبر 1960 في لندن في المملكة المتحدة.

## وصلات خارجية
- هارولد غيليز على موقع الموسوعة البريطانية (الإنجليزية)